# 苏科雄狮篮球俱乐部
苏科雄狮篮球俱乐部，成立於2021年，於5月29日將球隊主場落戶在江苏盐城盐南高新技术产业开发区，2021年全国男子篮球联赛由苏科雄狮篮球俱乐部（盐城）有限公司协办。

## 外部連結
- 苏科雄狮篮球俱乐部的新浪微博